# Rod Laver
Rodney George Laver (Rockhampton, 9 agosto 1938) è un ex tennista australiano.
Per i risultati e le vittorie conseguite tra dilettanti e professionisti, è considerato uno dei migliori tennisti di sempre. È l'unico giocatore nella storia del tennis, maschile e femminile, ad avere conquistato due volte il Grande Slam in singolare, prima come dilettante nel 1962, poi nella formula Open aperta ai professionisti nel 1969; a questi risultati va aggiunto il Pro Slam nel 1967, unico a riuscirci insieme a Ken Rosewall. Ha vinto undici titoli del Grande Slam e dodici titoli nei campionati professionali di tennis, compreso il Campionato Australiano Professionale, tra il 1963 e 1967, periodo in cui era professionista e non poteva giocare tra i dilettanti perché la formula cosiddetta "open" fu introdotta nel 1968. Assieme a Roy Emerson, Rafael Nadal e Novak Đoković, è uno dei soli quattro tennisti capaci di aggiudicarsi almeno due volte tutti i Major.
È riuscito a vincere 5 volte la Coppa Davis, nonostante non abbia potuto parteciparvi per dieci anni (dal 1963 al 1972) per il suo status di professionista. Detiene il primato mondiale di 201 tornei vinti in carriera da singolarista nei vari circuiti dilettanti e professionali durante 23 anni di attività.
È stato inserito nell'International Tennis Hall of Fame nel 1981.

## Biografia
Rod Laver è il terzo dei quattro figli di Roy Laver, allevatore e macellaio e della moglie Melba Roffey. Ha due fratelli maggiori, Trevor e Robert, detto Bob, morto nel 1979 a 44 anni, e una sorella minore di nome Lois.

## Caratteristiche tecniche e atletiche
Laver, sebbene dotato di un fisico non imponente (altezza di un metro e 72 centimetri), sviluppò una tecnica di gioco eccellente, con un ottimo serve & volley oltre che aggressivi colpi dal fondo. Il suo repertorio tennistico era assolutamente completo, sia nei fondamentali, sia nei passanti, nelle smorzate, nelle "volée". Come commentò Dan Maskell Laver era "tecnicamente perfetto, dal suo servizio riccamente vario al suo leggero tocco sui pallonetti, per non parlare del rovescio, distruttivo e a giro a volte, preciso e controllato le altre, sempre a seconda della situazione". La sua battuta mancina era ingannevole e oscillante, cosa che spesso coglieva in fallo gli avversari. I colpi dal fondo, da entrambi i lati, erano dati con sapienza di polso e prendevano un effetto a giro innovativo per il tennis degli anni sessanta, come a effetto era il lob di attacco, che Laver sviluppò come un'arma letale.
La sua tecnica nel dare i colpi era basata su rapide rotazioni delle spalle, colpi dati con oscillazione e tempestività assoluta nel colpire la pallina. Il rovescio era nella maggior parte dei casi quello che metteva fine al punto, tanto era forte. Laver era estremamente mobile e veloce, e aveva sviluppato molto i muscoli dell'avambraccio, cosa che gli permetteva di coniugare la potenza alla rapidità di esecuzione dei colpi. Rex Bellamy scrisse "La forza del polso e dell'avambraccio gli davano grande potenza senza però perdere il controllo dei colpi, anche quando era in piena corsa e completamente disteso verso la pallina". Sotto rete Laver era dotato di un notevole gioco al volo e, specialmente sul rovescio, poteva ottenere colpi con angoli assai precisi, che risultavano la maggior parte delle volte imprendibili. Julius Heldman affermò "Sulle palle basse è fortissimo, controllandole appieno e dando loro traiettorie a effetto, ma prende facilmente anche colpi a livello della vita o più alti". Per gli avversari era assai difficile fare un pallonetto, a causa della sua agilità; inoltre, quando lo costringevano ad arretrare, Laver poteva venire su con grande destrezza e pericolosità.
Da dilettante Laver aveva un gioco brillante, che però necessitava di un po' di tempo per avviarsi. In seguito, con il passaggio al professionismo, dovette imparare a controllare i suoi colpi avventurosi e rischiosi, integrando il suo tennis con maggiori doti di calcolo e furbizia. Come dimostra anche il doppio Grande Slam Laver era in grado di adattarsi a tutte le superfici, a tutte le condizioni e a qualsiasi avversario. Laver inoltre dava il meglio di sé nei match a cinque set, che faceva girare a proprio piacimento con repentini cambiamenti di tattica o semplicemente tirandosi fuori da situazioni di pericolo con grande maestria e facilità. Quando era in momenti difficili, come spiega Heldman, "saltava letteralmente e lanciava la racchetta verso la pallina con tutta la forza che poteva radunare, mentre i muscoli del suo braccio scoppiavano per lo sforzo".

## Carriera

### Da dilettante

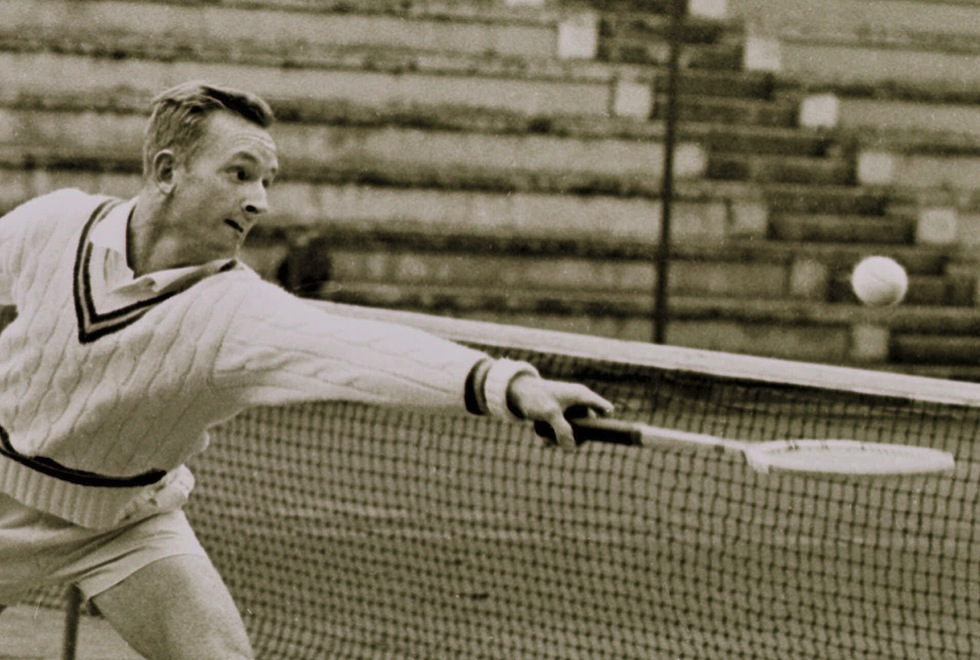
Laver in azione nella semifinale degli Internazionali d'Italia 1962

Laver lasciò la scuola quando era molto giovane per dedicarsi appieno al tennis, iniziando così un percorso sportivo che lo avrebbe coinvolto per circa 23 anni. Nel Queensland Laver fu allenato da Charlie Hollis, e in seguito passò sotto le cure di Harry Hopman, capitano della squadra nazionale australiana di Coppa Davis: fu quest'ultimo che gli dette il soprannome di Rocket (razzo). Laver si laureò campione juniores sia agli U.S. National Championships 1956 sia agli Australian Championships 1957.
Si fece conoscere a livello Senior nel 1959, quando disputò tutte e tre le finali del torneo di Wimbledon, perdendo il singolare e il doppio, ma vincendo, assieme a Darlene Hard, il doppio misto. Pur non essendo testa di serie, raggiunse la finale in singolare, dove dovette arrendersi ad Alex Olmedo dopo averla spuntata in semifinale, contro Barry MacKay, al termine di una maratona con 87 giochi disputati.
Il primo titolo del Grande Slam in singolare lo conquistò agli Australian Championships del 1960, quando sconfisse in cinque set Neale Fraser; nel 1961 arrivò invece il primo titolo in singolare a Wimbledon grazie al successo in finale su Chuck McKinley in tre set.
Nel 1962 Laver conquistò il suo primo Grande Slam, il secondo della storia del tennis maschile dopo quello realizzato da Don Budge nel 1938; agli Australian Championships trionfò in finale su Roy Emerson in quattro set, ma l'ostacolo più complicato nel suo cammino fu certamente la terra rossa del Roland Garros, dove, dai quarti di finale in poi, fu sempre costretto al quinto set. Contro Martin Mulligan dovette salvare un match point nella quarta partita (vinta 10-8), grazie a una volée di rovescio vincente giocata dopo una discesa a rete sulla seconda di servizio. In semifinale Neale Fraser si trovò a servire per il match dopo essere stato in vantaggio per due set a zero. Nell'ultimo atto, contro Roy Emerson, come a Sydney, Laver si impose col punteggio di 3-6, 2-6, 6-3, 9-7, 6-2, dopo aver recuperato uno svantaggio di due set a uno e 3-0 nel quarto. A Wimbledon il percorso fu assai più facile, tanto che Laver perdette solo un set in tutto il torneo, nel quarto di finale contro Manuel Santana. A Forest Hills, per gli U.S. National Championships, Laver lasciò lungo la strada solo due set, sconfiggendo in finale ancora Emerson, alla sua terza finale Slam in stagione.
Oltre ai quattro Major, nel 1962, all'età di 24 anni Laver vinse altri 17 tornei, tra cui gli Internazionali d'Italia a Roma e il Torneo di Amburgo; Laver fu così il secondo tennista (dopo Lew Hoad nel 1956) ad avere vinto a Parigi, Roma e Amburgo, realizzando la cosiddetta "tripletta sul rosso".

### Da professionista
Dopo le imprese del 1963, Laver divenne un giocatore professionista e in breve tempo si inserì tra i giocatori più forti della categoria, deliziando il pubblico con i suoi duelli contro giocatori quali Pancho Gonzales e Ken Rosewall. Nei sette anni successivi vinse cinque volte gli U.S. Pro Tennis Championships, di cui quattro consecutivi nel 1966-1969.
Nella prima metà del 1963 Laver fu sconfitto ripetutamente sia da Rosewall sia da Lew Hoad, che vinse i primi otto confronti diretti, mentre Rosewall se ne aggiudicò 11 su 13. Alla fine dell'anno, tuttavia, grazie a quattro titoli conquistati, Laver era numero 2 tra i professionisti, a pari merito con Hoad e alle spalle di Rosewall.
Nel 1964 vinse, come Rosewall, sette tornei di prima fascia, oltre a quattro eventi minori, ma con un bilancio favorevole di 12-3 nei testa a testa, oltre alla conquista dei due titoli più importanti, gli U.S. Pro, in finale contro Gonzales, e i Wembley Pro Championships, contro lo stesso Rosewall, grazie a cui si insediò al vertice delle graduatorie mondiali.
Nel 1965 Laver divenne ufficialmente il numero 1 al mondo tra i professionisti, grazie a 15 titoli vinti e con una serie di tredici vittorie su diciotto nei match che lo contrapponevano a Rosewall. In 10 delle finali da lui disputate in quell'anno, incontrò Gonzalez, perdendo solo in due occasioni.
Nel 1966 vinse 15 tornei, di cui dieci di prima fascia, compresi US Pro e Wembley. Nel 1967 stabilì il primato di 18 titoli, inclusi Wimbledon Pro, US Pro, Wembley Pro e l'ultimo dei titoli Pro ancora assente dal suo palmarès, i French Pro. Il torneo del 1967, sul Campo Centrale di Wimbledon, che fu l'unico torneo Pro mai disputato su quell'erba, aprì le porte dell'era Open. La finale vide il successo di Laver su Rosewall con il punteggio di 6-2, 6-2, 12-10.
Laver ebbe una lunga ma amichevole rivalità con Rosewall dal 1963, quando esordì da professionista, al 1976, quando entrambi i tennisti si erano ormai praticamente ritirati dai circuiti più importanti. In questi 13 anni, i due si affrontarono circa 130 volte, tutte in incontri da professionisti. Secondo "Total Tennis", Laver vinse 62 di questi incontri, perdendone 49. Secondo lo storico del tennis Robert Geist, il bilancio sarebbe di 76-66 o di 100-85 in favore di Laver. Fatta eccezione per il primo e l'ultimo anno della rivalità (1963 e 1976), Laver ha sempre vantato un record positivo nei confronti del rivale.

### L'era Open

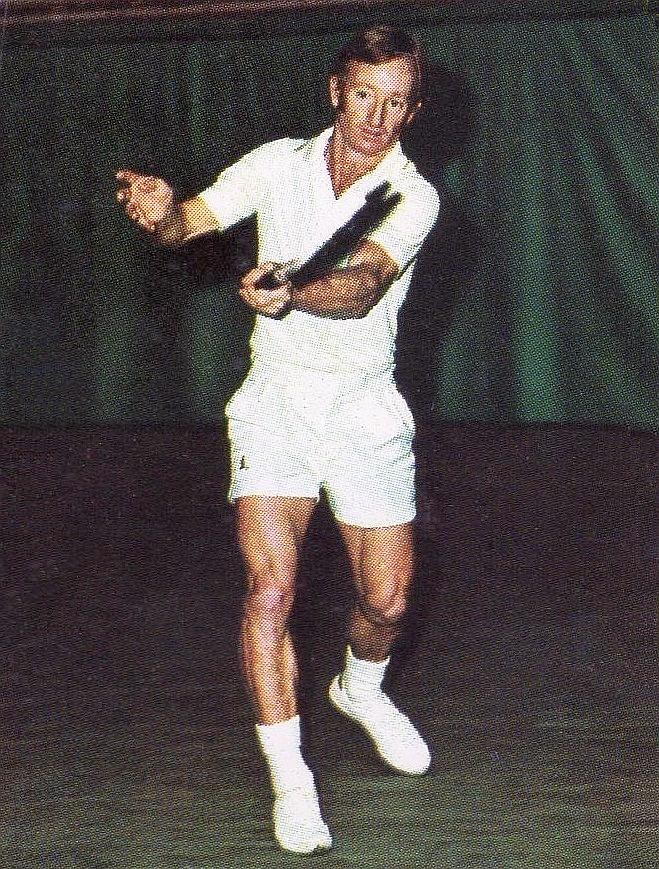
Rod Laver nel 1973

Con la nascita dell'era Open, nel 1968, i tennisti professionisti furono di nuovo in grado di iscriversi e giocare i tornei del Grande Slam. Laver vinse la prima edizione del torneo di Wimbledon aperta a professionisti e dilettanti, battendo in semifinale Arthur Ashe, numero uno tra i dilettanti, e in finale Tony Roche, senza perdere un set.
Nel 1968 furono disputati solamente 10 tornei "open". I professionisti giocavano principalmente nel loro circuito di competenza, divisi in due gruppi: National Tennis League (NTL) e World Championship Tennis (WCT). Laver si piazzò al numero 1 in entrambe le categorie, vincendo gli US Pro sull'erba, i French Pro sulla terra rossa, (sconfiggendo sempre John Newcombe in finale), nonché la prima edizione "Open" del Pacific Southwest Championships, sul cemento. La sua vittoria 4-6, 6-0, 6-0 in finale contro Ken Rosewall è considerata una delle sue migliori prestazioni di sempre.
Nel 1969 Laver conquistò il secondo Grande Slam della sua carriera, battendo in quattro set Tony Roche nella finale degli US Open. Diversamente da quanto avvenuto sette anni prima, ai quattro Major presero parte tutti i migliori giocatori al mondo, professionisti e dilettanti. Tra i numerosi campioni battuti per arrivare allo storico traguardo, figurano Roy Emerson, Fred Stolle, Andrés Gimeno, Tom Okker, Ken Rosewall, Stan Smith, Arthur Ashe, John Newcombe e Dennis Ralston. Nelle quattro finali Laver perse complessivamente due set. L'incontro più duro fu la maratona che lo vide opposto a Tony Roche nella semifinale degli Australian Open, in condizioni climatiche simil-tropicali, con 90 game disputati, chiusa da Laver col punteggio di 7-5, 22-20, 9-11, 1-6, 6-3.
Nel suo cammino fu costretto al quinto set in cinque occasioni, di cui due recuperando due set di svantaggio. Battendo John Newcombe, in quattro set, a Wimbledon, Laver fece registrare una serie di 31 incontri vinti consecutivamente a Londra, record battuto soltanto nel 1980 da Björn Borg.
Nel 1969 Laver si aggiudicò 18 tornei su 32 in singolare, e vinse 106 incontri su 122 mettendo in mostra la propria versatilità su tutte le superfici: dal cemento del South African Open, e degli US Pro, al sintetico indoor del Philadephia US Pro Indoor e del torneo di Wembley.

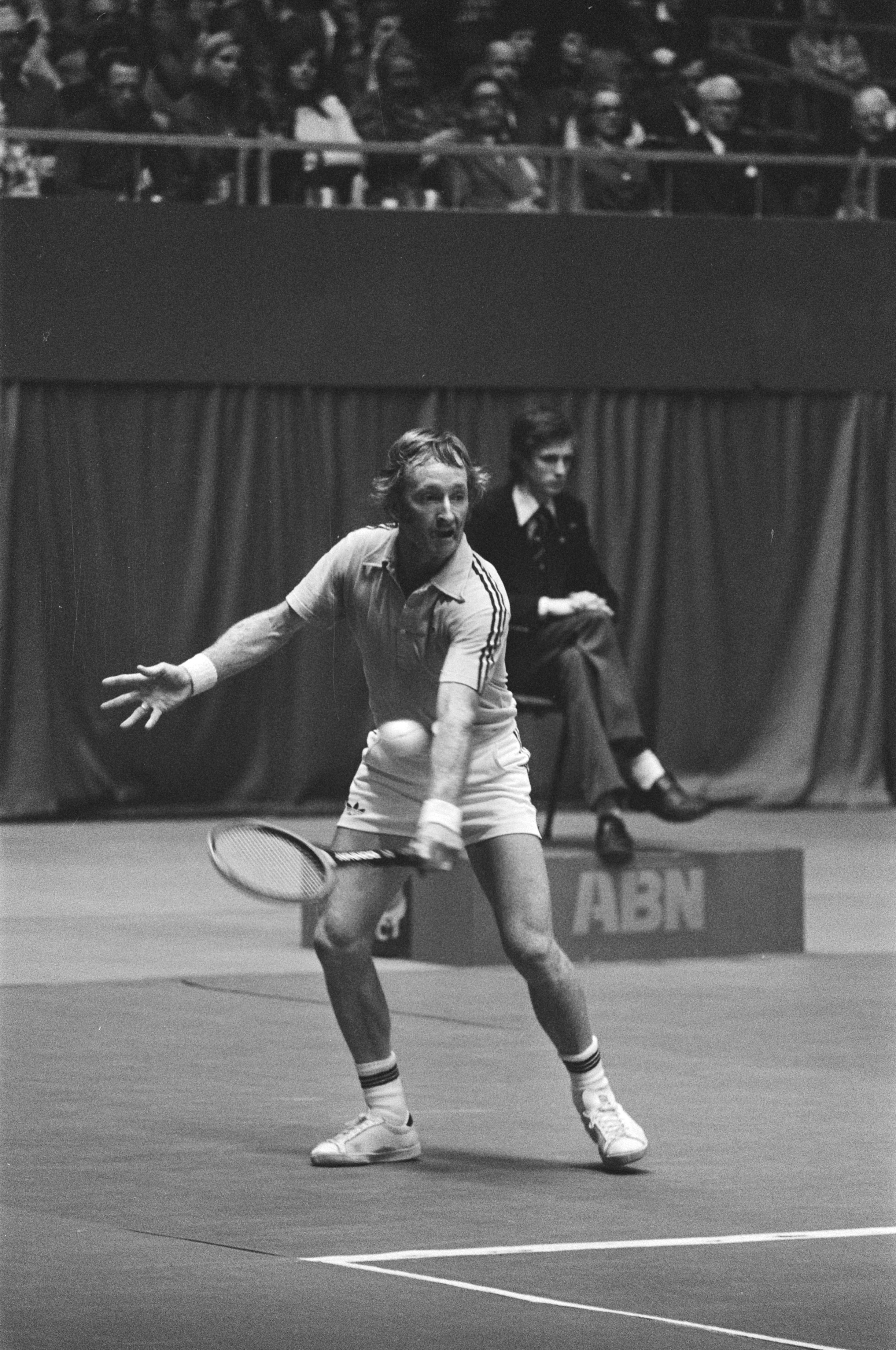
Laver a Rotterdam nel 1976

Conquistando un montepremi di 124.000 dollari, Laver fu anche il primo tennista a superare la barriera dei 100.000 dollari guadagnati in una stagione.
Quella di Laver fu una carriera di successi anche nell'epoca successiva agli anni di massimo splendore, con un record di 59 titoli ATP conquistati dopo i 30 anni. Nei primi anni '70, pur cominciando a raccogliere meno soddisfazioni nei grandi tornei, anche per aver ridotto le proprie partecipazioni, rimase a lungo il miglior tennista del circuito WCT.
Nel 1970 vinse 13 titoli su tutte le superfici, guadagnando 201.453 dollari. Tra i successi spiccano quelli al ricco Tennis Champions Classic, e in altri cinque importanti eventi: Sydney Dunlop Open, Philadelphia, Wembley, Los Angeles, South African Open, equivalenti agli attuali Masters 1000. In quell'anno non vi fu un numero uno al mondo ben definito. I vincitori (John Newcombe e Ken Rosewall) dei due soli tornei (Wimbledon e U.S. Open) che avevano visto la partecipazione dei migliori tennisti al mondo, avevano un bilancio di 0-3 e 0-5 contro Laver, che peraltro aveva vinto un maggior numero di tornei.

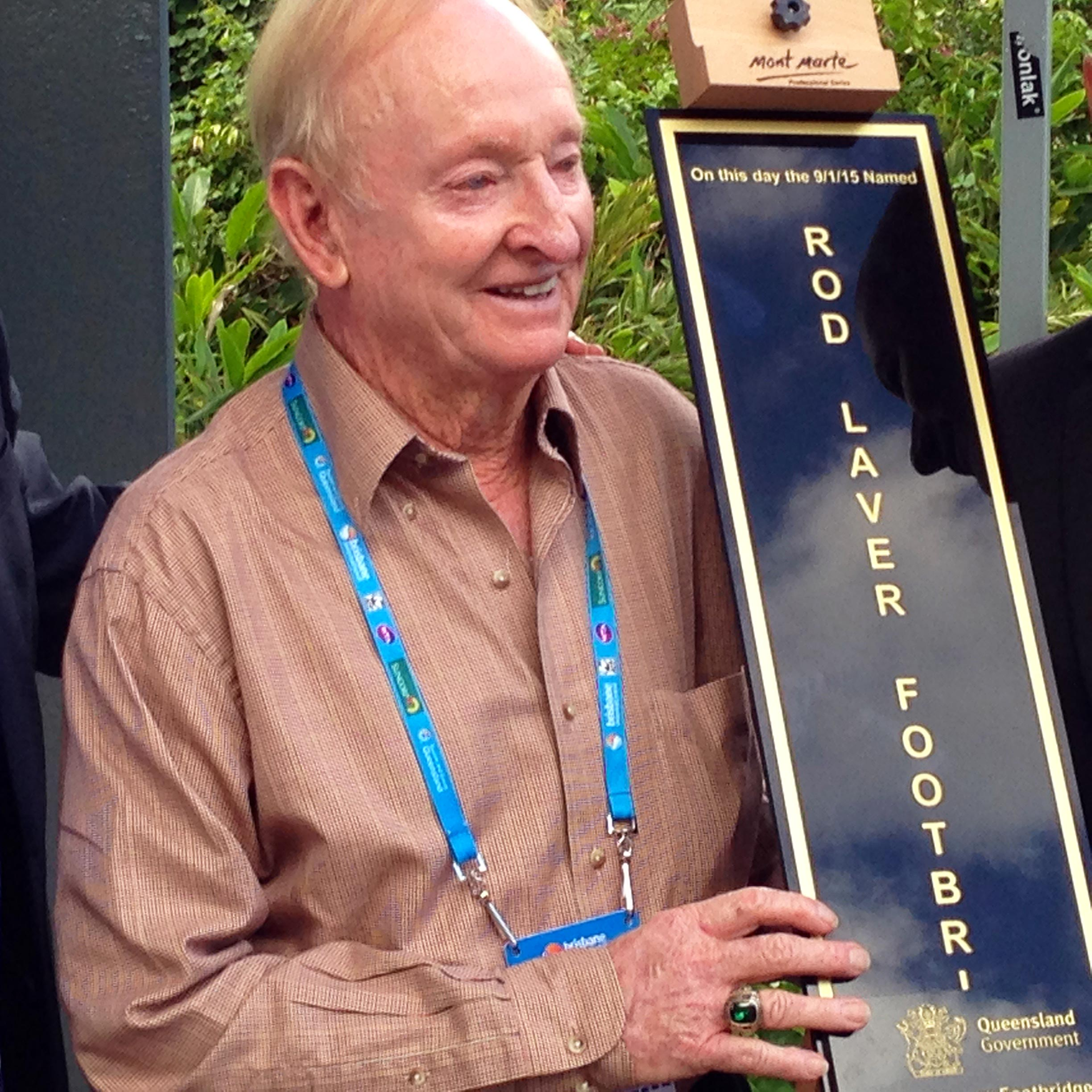
Rod Laver nel 2015

Lo stesso Newcombe, decretato miglior tennista dell'anno da Lance Tingay, scrisse nella sua autobiografia del 2002, che in quell'anno la nomina di migliore tennista al mondo fosse da attribuire nuovamente a Laver.
Nel 1972, Laver riuscì a difendere il titolo al 'Tennis Champions Classic', vincendo 13 incontri di fila, contro molti dei suoi avversari più ostici, e conquistando la somma di 160.000 dollari. Sia nel 1971 sia nel 1972, Laver terminò al primo posto nella classifica a punti del WCT, perdendo la finale playoff di Dallas contro Ken Rosewall, in un incontro considerato uno dei migliori di tutti i tempi, con ascolti di oltre 20 milioni di telespettatori negli Stati Uniti. Con i 292.717 dollari di premi vinti nel 1971, Laver divenne il primo tennista a superare il tetto del milione di dollari di guadagni.
A partire dal 1972, anche a causa di infortuni alla schiena e al ginocchio, Laver ridusse ulteriormente il suo calendario annuale, concentrandosi principalmente sul circuito WCT primaverile. Ciononostante, rimase nella top 10 della classifica computerizzata fino al 1975, vincendo almeno cinque tornei l'anno.
Nel 1973 ottenne i suoi migliori risultati in Coppa Davis, dove vinse i suoi sei incontri portando l'Australia al titolo, ottenuto sconfiggendo 5-0 gli Stati Uniti in finale a Cleveland.
Nel 1974 Laver trionfò in sei dei tredici tornei a cui prese parte, e a fine anno era numero 4 al mondo; a 36 anni divenne il più anziano tennista mai giunto nella top 5 ATP.
Nel 1975 vinse quattro tornei e 23 incontri consecutivi nel circuito WCT e nel 1976 entrò nel World Team Tennis, conquistandosi il titolo di 'Rookie of the year', all'età di 38 anni.
Considerando la percentuale di incontri in singolare vinti in carriera nei tornei open, Laver si attesta intorno all'80%, superato solo da altri cinque giocatori, Björn Borg, Jimmy Connors, Ivan Lendl, John McEnroe e Roger Federer.

### Coppa Davis
Laver, da dilettante, contribuì alle vittorie in Coppa Davis dell'Australia per 4 anni consecutivi, dal 1959 al 1962, in cui i "canguri" sconfissero 3-2 gli Stati Uniti (a Forest Hills), 4-1 e 5-0 l'Italia (a Sydney e Melbourne) e infine 5-0 il Messico (a Brisbane). Nel 1973 i tennisti professionisti poterono partecipare al torneo, e così Laver ottenne la sua quinta vittoria contro gli americani, giocando e vincendo due incontri al singolare ed il doppio.

## Tra i migliori di sempre
Fino all'avvento della classifiche stilate dall'ATP (Association of Tennis Professionals), nel 1973, non c'era un sistema di valutazione mondiale, anche se Laver fu classificato primo al mondo nel 1961 e 1962 (da dilettante), e nel 1968 e 1969 (nell'Era Open), dai giornalisti, tra cui il celebre Lance Tingay, del Daily Telegraph. Se si considera l'ammontare totale dei premi annuali, Laver fu il giocatore professionista che ne vinse maggiormente fino al 1971, come scrive Bud Collins nel libro Total Tennis (2003). Laver fu insignito del titolo di numero 1 al mondo per sette anni consecutivi, mischiando dilettanti e professionisti, dal 1964 al 1970, nonostante queste siano classifiche non ufficiali.

## Dopo il ritiro

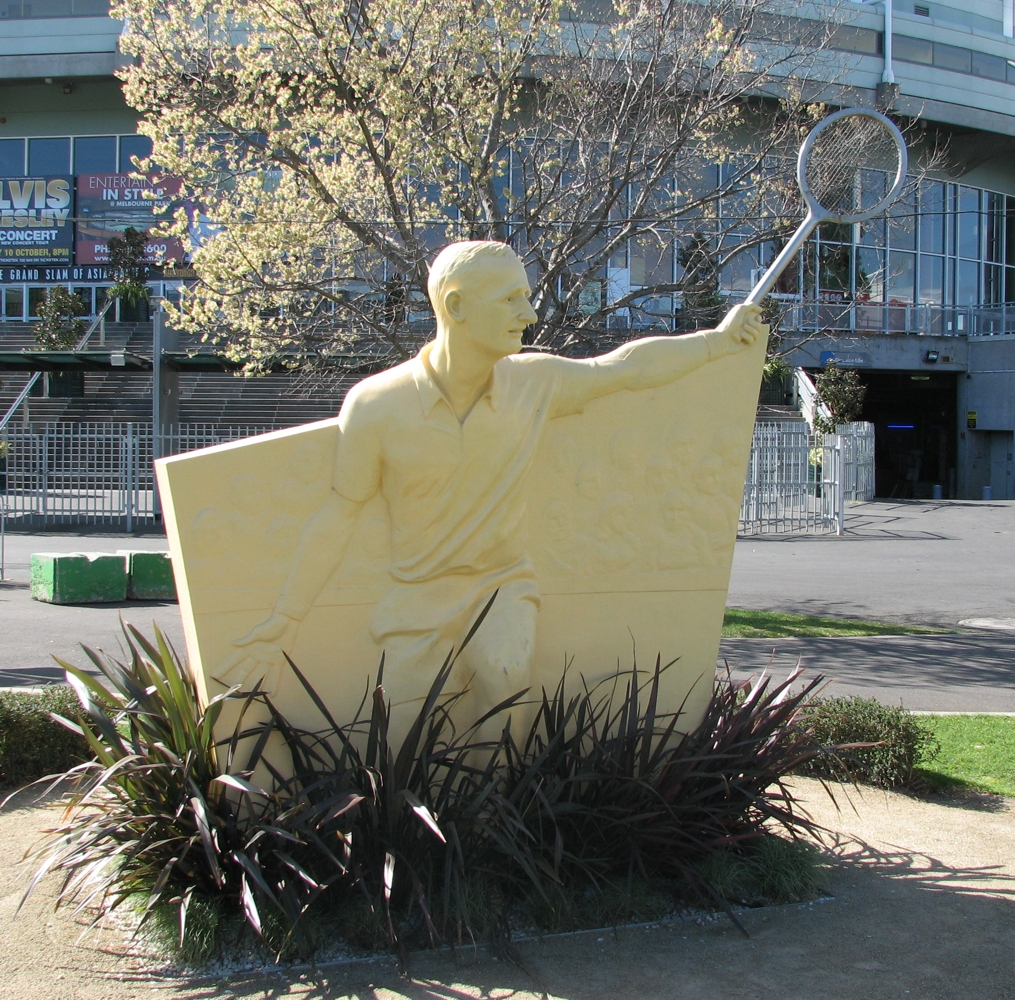
Statua raffigurante Laver fuori della Rod Laver Arena di Melbourne

Nel luglio del 1998 Laver fu colto da un malore mentre veniva intervistato dalla ESPN per una serie sui grandi atleti del XX secolo. Durante il periodo del suo recupero il tennis lo aiutò molto, come attività salubre e adatta al recupero da problemi circolatori o simili.
Nel 2000 il campo centrale del Melbourne Park, che oggi ospita gli Australian Open, fu ridenominato Rod Laver Arena in suo onore.
Nel 2003 Laver, insieme alla più grande tennista femminile australiana, Margaret Smith Court, ebbe il suo ritratto inserito in un francobollo, entrando così nella Lista di australiani su francobolli dall'"Australia Post Australian Legends Award".
Nel 2016 viene presentato il torneo annuale a lui dedicato nel quale si sfideranno i migliori quattro tennisti europei più un capitano contro i migliori quattro tennisti del resto del mondo più un capitano. La prima edizione della Laver Cup si è disputata dal 22 al 24 settembre 2017 a Praga e ha visto il successo per 15-9 del team Europa, capitanato da Björn Borg, di cui facevano parte tra gli altri Roger Federer e Rafael Nadal, in quel momento rispettivamente n. 2 e n. 1 al mondo nella classifica ATP, sul World team, capitanato da John McEnroe. La seconda edizione ha avuto luogo nel 2018 a Chicago. La terza edizione ha avuto luogo nel 2019 a Ginevra, in Svizzera e la quarta a Boston nel 2021.

## Statistiche

### Singolare
| Dilettante (54) | Dilettante (54) | Dilettante (54) | Dilettante (54) | Dilettante (54) | Dilettante (54) | Dilettante (54) | Professionista (72) | Professionista (72) | Professionista (72) | Professionista (72) | Professionista (72) | Professionista (72) | Era Open (75) | Era Open (75) | Era Open (75) | Era Open (75) | Era Open (75) | Era Open (75) | Era Open (75) | Era Open (75) | Era Open (75) | Totale |
| 1956            | 1957            | 1958            | 1959            | 1960            | 1961            | 1962            | 1963                | 1964                | 1965                | 1966                | 1967                | 1968                | 1968          | 1969          | 1970          | 1971          | 1972          | 1973          | 1974          | 1975          | 1976          | Totale |
| 1               | 2               | 3               | 1               | 9               | 16              | 22              | 6                   | 11                  | 17                  | 16                  | 19                  | 3                   | 10            | 18            | 15            | 8             | 5             | 7             | 6             | 5             | 1             | 201    |

#### Grande Slam

##### Vinte (11)
| Anno         | Torneo                       | Superficie  | Avversario in finale | Punteggio               |
| 1960         | Australian Championships     | Erba        | Neale Fraser         | 5–7, 3–6, 6–3, 8–6, 8–6 |
| 1961         | Wimbledon                    | Erba        | Chuck McKinley       | 6–3, 6–1, 6–4           |
| 1962         | Australian Championships (2) | Erba        | Roy Emerson          | 8–6, 0–6, 6–4, 6–4      |
| 1962         | French Championships         | Terra rossa | Roy Emerson          | 3–6, 2–6, 6–3, 9–7, 6–2 |
| 1962         | Wimbledon (2)                | Erba        | Marty Mulligan       | 6–2, 6–2, 6–1           |
| 1962         | U.S. Championships           | Erba        | Roy Emerson          | 6–2, 6–4, 5–7, 6–4      |
| ↓ Era Open ↓ |                              |             |                      |                         |
| 1968         | Wimbledon (3)                | Erba        | Tony Roche           | 6–3, 6–4, 6–2           |
| 1969         | Australian Open (3)          | Erba        | Andrés Gimeno        | 6–3, 6–4, 7–5           |
| 1969         | Open di Francia (2)          | Terra rossa | Ken Rosewall         | 6–4, 6–3, 6–4           |
| 1969         | Wimbledon (4)                | Erba        | John Newcombe        | 6–4, 5–7, 6–4, 6–4      |
| 1969         | US Open (2)                  | Erba        | Tony Roche           | 7–9, 6–1, 6–2, 6–2      |

##### Sconfitte (6)
| Anno         | Torneo                   | Superficie  | Avversario in finale | Punteggio          |
| 1959         | Wimbledon                | Erba        | Alex Olmedo          | 4–6, 3–6, 4–6      |
| 1960         | Wimbledon                | Erba        | Neale Fraser         | 4–6, 6–3, 7–9, 5–7 |
| 1960         | U.S. Championships       | Erba        | Neale Fraser         | 4–6, 4–6, 7–9      |
| 1961         | Australian Championships | Erba        | Roy Emerson          | 6–1, 3–6, 5–7, 4–6 |
| 1961         | U.S. Championships       | Erba        | Roy Emerson          | 5–7, 3–6, 2–6      |
| ↓ Open Era ↓ |                          |             |                      |                    |
| 1968         | Open di Francia          | Terra rossa | Ken Rosewall         | 3–6, 1–6, 6–2, 2–6 |

#### Pro Slam

##### Vinte (9)
| Anno | Torneo                        | Superficie  | Avversario in finale | Punteggio                |
| 1964 | Wembley Pro                   | Indoor      | Ken Rosewall         | 7–5, 4–6, 5–7, 8–6, 8–6  |
| 1964 | U.S. Pro Tennis Championships | Erba        | Pancho Gonzales      | 4–6, 6–3, 7–5, 6–4       |
| 1965 | Wembley Pro                   | Indoor      | Andrés Gimeno        | 6–2, 6–3, 6–4            |
| 1966 | Wembley Pro                   | Indoor      | Ken Rosewall         | 6–2, 6–2, 6–3            |
| 1966 | U.S. Pro Tennis Championship  | Erba        | Ken Rosewall         | 6–4, 4–6, 6–2, 8–10, 6–3 |
| 1967 | French Pro Championship       | Parquet (i) | Andrés Gimeno        | 6–4, 8–6, 4–6, 6–2       |
| 1967 | Wembley Championship          | Indoor      | Ken Rosewall         | 2–6, 6–1, 1–6, 8–6, 6–2  |
| 1967 | U.S. Pro Championship         | Erba        | Andrés Gimeno        | 4–6, 6–4, 6–3, 7–5       |
| 1967 | Wimbledon Pro                 | Erba        | Ken Rosewall         | 6–2, 6–2, 12–10          |

##### Perse (6)
| Anno | Torneo                 | Superficie  | Avversario in finale | Punteggio               |
| 1963 | French Pro             | Parquet (i) | Ken Rosewall         | 8–6, 4–6, 7–5, 3–6, 4–6 |
| 1963 | U.S. Pro Championships | Erba        | Ken Rosewall         | 4–6, 2–6, 2–6           |
| 1964 | French Pro             | Parquet (i) | Ken Rosewall         | 3–6, 5–7, 6–3, 3–6      |
| 1965 | French Pro             | Parquet (i) | Ken Rosewall         | 3–6, 2–6, 4–6           |
| 1965 | U.S. Pro               | Erba        | Ken Rosewall         | 4–6, 3–6, 3–6           |
| 1966 | French Pro             | Parquet (i) | Ken Rosewall         | 3–6, 2–6, 12–14         |

## Curiosità
- Nel 1970 Adidas mise in commercio una scarpa denominata "Rod Laver".[3]
- Rod Laver era anche il nome di una band rapcore che suonava per la Screaming Giant Records e per la Tooth and Nail Records.
- Laver fu uno dei tennisti che più ispirarono John McEnroe secondo la sua autobiografia You Cannot Be Serious.